# David F. Noble
Pour les articles homonymes, voir Noble (homonymie).
David Franklin Noble (né le 22 juillet 1945 - mort le 27 décembre 2010) est un historien américain, critique de la technologie, des sciences et de l'éducation. Il est plus connu pour son travail universitaire sur l'histoire sociale de l'automatique. Il enseignait à la division des sciences sociales, et dans le département de la pensée sociale et politique à l'université d'York à Toronto, au Canada.

## Ouvrages

### Originaux en anglais
- America By Design; Science, Technology, and the Rise of Corporate Capitalism, New York: Knopf, 1977,  (ISBN 978-0-394-49983-3), LCCN 76047928
- Forces of Production; A Social History of Industrial Automation, New York: Knopf, 1984,  (ISBN 978-0-394-51262-4), LCCN 83048867
- Smash Machines, Not People!; Fighting Management's Myth of Progress, San Pedro: Singlejack Books of Miles & Weir, Ltd, 1985,  (ISBN 978-0-917300-17-2), LCCN 84052662
- A World Without Women; The Christian Clerical Culture of Western Science, New York: Knopf, 1992,  (ISBN 978-0-394-55650-5), LCCN 91023073
- Progress Without People; In Defence of Luddism, Chicago: Charles H. Kerr, 1993,  (ISBN 978-0-88286-218-7)
- Progress Without People; New Technology, Unemployment, and the Message of Resistance, Toronto: Between the Lines Press, 1995,  (ISBN 978-1-896357-01-0), LCCN 95172673
- The Religion of Technology; The Divinity of Man and the Spirit of Invention, New York: Knopf, 1997,  (ISBN 978-0-679-42564-9), LCCN 96048019
- Digital Diploma Mills; The Automation of Higher Education, New York: Monthly Review Press, 2001,  (ISBN 978-1-58367-061-3), LCCN 2001057931
- Beyond the Promised Land: The Movement and the Myth, Toronto: Between the Lines Press, 2005,  (ISBN 978-1-897071-01-4), LCCN 2005482537

### Traductions en français
- Le progrès sans le peuple : Ce que les nouvelles technologies font au travail [« Progress Without People, New Technology, Unemployment, and the Message of Resistance »]  (trad. de l'anglais), Marseille, Agone, 2016, 236 p. (ISBN 978-2-7489-0270-9)